# North Branch (Minnesota)
North Branch – miasto w Stanach Zjednoczonych, w stanie Minnesota, w hrabstwie Aitkin.